# قشلاق آقاگوره
قشلاق آقاگوره (به کردی: قشڵاخ ئاغەگەورە، Qişllaq aẍegewre) روستایی از توابع بخش زیویه در شهرستان سقز است که در استان کردستان ایران قرار دارد.

## جمعیت
این روستا در دهستان خورخوره واقع شده و براساس سرشماری سال ۱۳۸۵، جمعیت آن ۴۱۰ نفر (۶۴ خانوار) بوده‌است.